# 겨울왕국 (시리즈)

영어 로고

《겨울왕국》은 월트 디즈니 픽처스가 배급하고 월트 디즈니 애니메이션 스튜디오가 제작한 애니메이션 미디어 프랜차이즈이다. 오리지널 영화는 한스 크리스티안 안데르센의 눈의 여왕의 영향을 받았다.

## 장편 영화
- 겨울왕국
- 겨울왕국 2
- 겨울왕국 3

## 단편 영화
- 겨울왕국 열기
- 올라프의 겨울왕국 모험

## 비디오 게임
- Frozen: Olaf's Quest
- 겨울왕국 프리폴